# 1. deild karla 2023
La 1. deild karla 2023 è la sessantanovesima edizione della seconda serie del campionato islandese di calcio. La stagione è iniziata il 5 maggio e si concluderà il 30 settembre 2023.

## Stagione

### Novità
Dalla 1.deild karla 2022 sono stati promossi in Úrvalsdeild Fylkir e HK Kopavogur, prime due classificate, mentre sono stati retrocessi in 1.deild ÍA Akraness e Leiknir, classificatisi agli ultimi due posti.
Sono stati retrocessi in 2.deild karla 2023 KV Reykjavik e Throttur, mentre dalla 2.deild karla sono stati promossi i 1.deild karla Njardvik e Throttur Reykyavik.
In aggiunta a questi cambiamenti, il Kordrengir, classificato quinto nella scorsa stagione, non è riuscito a iscriversi alla nuova stagione del campionato ed è stato rimpiazzato dall'Ægir.

## Squadre partecipanti
| Club               | Città           | Stadio               | Stagione precedente     |
| ------------------ | --------------- | -------------------- | ----------------------- |
| Afturelding        | Mosfellsbær     | Fagverksvollurin     | 8° in 1.deild 2022      |
| Fjolnir            | Reykjavík       | Extra vollurinn      | 4° in 1.deild 2022      |
| Grindavik          | Grindavík       | Mustad vollurinn     | 6° in 1.deild 2022      |
| Gròtta             | Seltjarnarnes   | Vivaldivollurinn     | 3° in 1.deild 2022      |
| Leiknir Reykjavik  | Reykjavík       | Leiknisvollur        | 12° in Urvalsdeild 2022 |
| Njardvik           | Reykjanesbær    | Rafholtsvollurinn    | 1° in 2.deild 2022      |
| Selfoss            | Selfoss (città) | JAVERK-vollurinn     | 9° in 1.deild 2022      |
| Throttur Reykyavik | Reykjavík       | AVIS Vollurinn       | 2° in 2.deild 2022      |
| Thor               | Akureyri        | SaltPay-vollurinn    | 7° in 1.deild 2022      |
| Vestri             | Ísafjarðarbær   | Olivsvollurinn       | 10° in 1.deild 2022     |
| Ægir               | Ölfus           | Thorlakshafnarvollur | 3° in 2.deild 2022      |
| IA Akraness        | Akranes         | Norduralsvollurinn   | 11° in Urvalsdeild 2022 |

## Classifica finale
|  | Pos. | Squadra     | Pt | G  | V  | N | P  | GF | GS | DR  |
|  | ---- | ----------- | -- | -- | -- | - | -- | -- | -- | --- |
|  | 1.   | ÍA Akraness | 49 | 22 | 15 | 4 | 3  | 54 | 31 | +23 |
|  | 2.   | Afturelding | 43 | 22 | 13 | 4 | 5  | 60 | 33 | +27 |
|  | 3.   | Fjölnir     | 42 | 22 | 12 | 6 | 4  | 55 | 32 | +23 |
|  | 4.   | Vestri      | 39 | 22 | 11 | 6 | 5  | 37 | 26 | +11 |
|  | 5.   | Leiknir     | 35 | 22 | 11 | 2 | 9  | 47 | 37 | +10 |
|  | 6.   | Grindavík   | 28 | 22 | 8  | 4 | 10 | 27 | 38 | -11 |
|  | 7.   | Þór         | 27 | 22 | 8  | 3 | 11 | 27 | 39 | -12 |
|  | 8.   | Þróttur     | 26 | 22 | 7  | 5 | 10 | 45 | 46 | -1  |
|  | 9.   | Grótta      | 26 | 22 | 6  | 8 | 8  | 34 | 37 | -3  |
|  | 10.  | Njarðvík    | 23 | 22 | 6  | 5 | 11 | 36 | 47 | -11 |
|  | 11.  | Selfoss     | 23 | 22 | 7  | 2 | 13 | 37 | 49 | -12 |
|  | 12.  | Ægir        | 9  | 22 | 2  | 3 | 17 | 23 | 67 | -44 |

      Promossa in Úrvalsdeild 2024.
 Ammessa agli spareggi per la Úrvalsdeild
      Retrocesse in 2. deild karla 2024.
Tre punti per la vittoria, uno per il pareggio, zero per la sconfitta.
In caso di arrivo di due o più squadre a pari punti, la graduatoria verrà stilata secondo la classifica avulsa tra le squadre interessate che prevede, in ordine, i seguenti criteri:
- Punti negli scontri diretti.
- Differenza reti negli scontri diretti.
- Differenza reti generale.
- Reti realizzate in generale.
- Sorteggio.

## Spareggi

### Spareggi per la Urvalsdeild

#### Semifinali
|             | Risultati |         | Luogo e data      |
| ----------- | --------- | ------- | ----------------- |
| Fjölnir     | 1-2       | Vestri  | 24 settembre 2023 |
| Afturelding | 5-1       | Leiknir | 24 settembre 2023 |
|             |           |         |                   |

#### Finale
|        | Risultato |             | Luogo e data      |
| ------ | --------- | ----------- | ----------------- |
| Vestri | 1-0       | Afturelding | 30 settembre 2023 |
|        |           |             |                   |